# Brazalete Murecino

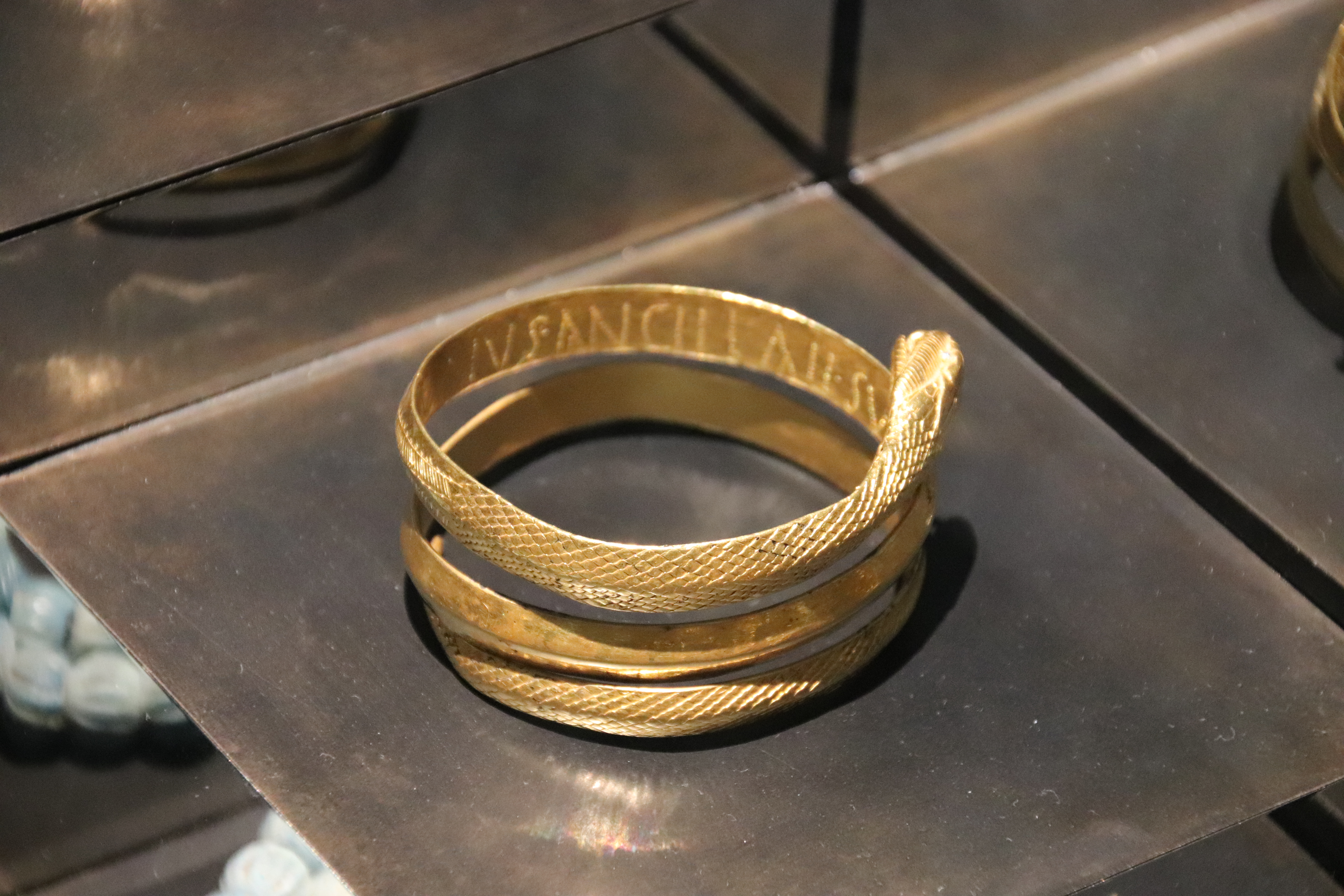
Brazalete romano de oro con forma de serpiente hallado en Moregine, cerca de Pompeya. Por el interior lleva la inscripción "dominus ancillae suae".

En noviembre de 2000, una excavación arqueológica en Moregine, al sur de Pompeya, descubrió el cuerpo de una mujer con varias piezas de joyería de oro, entre ellas un brazalete en forma de serpiente. La pieza, con la inscripción "dom(i)nus ancillae suae" ("el amo a su propia esclava"), ha sido interpretado de diversas formas como un regalo a una esclava doméstica, a una prostituta esclava o a una mujer libre de su amante.
El yacimiento de Murecino/Moregine correspondía a un gran hotel u hospitium romano, formado por varias cauponas (posadas) unidas.  Allí también se descubrieron numerosos artefactos cotidianos, el llamado tesoro de plata de Murecino, una rica vajilla de plata dentro de un canasto de mimbre que se halló en las letrinas oculto debajo de útiles domésticos, y las tablillas de la administración del establecimiento (que proporcionan un registro único de transacciones comerciales).  

## Descubrimiento
El brazalete Murecino fue descubierto durante una excavación en noviembre de 2000.  Fue encontrado en los restos de una posada,  sobre el cuerpo de una mujer que tenía unos 30 años al momento de su muerte.  Junto a ella se encontraron los esqueletos de otra mujer adulta y tres niños. Es probable que huyeran de Pompeya tras los temblores que precedieron a la gran erupción del Vesubio y que murieran al comienzo de la erupción, cuando llovió gran cantidad de ceniza y piedra pómez derrumbando muchos techos. 
El brazalete es el artefacto "más conocido y más debatido" encontrado, pero era una de las doce piezas de joyería de oro que portaba la mujer o que estaban en una bolsa encontrada con el cuerpo.  Jennifer Baird describe a la mujer portando una horquilla en el cabello y un anillo en la mano izquierda; Meredith Nelson dice que llevaba un segundo brazalete con forma de serpiente, un anillo y los restos de un collar. La bolsa también contenía algunas monedas de oro.  No se sabe con certeza si todos estos objetos de valor pertenecían a la mujer que los llevaba o si los había saqueado durante su huida de Pompeya, aunque Jennifer Baird sugiere que el hecho de que llevara el brazalete de serpiente puesto indica una probable conexión personal.

## Descripción
La joya es de oro, de unos ocho centímetros de diámetro y pesa alrededor de 500 gramos.  Es una banda aplanada que está diseñada para envolver tres veces el brazo de la usuaria. La pulsera tiene una cabeza y una cola talladas para semejar una serpiente, con ojos de pasta de vidrio y escamas grabadas.
Este tipo de brazaletes de serpiente eran una joya femenina común entre griegos y romanos desde la época helenística y solían llevarse por parejas, uno en cada brazo.

### Inscripción
En la parte interior del brazalete hay una inscripción grabada, cerca de la cabeza de serpiente, que dice "dom(i)nus ancillae suae" ("El amo a su propia esclava"). Las palabras están separadas por puntos medios, y se utiliza "II" en lugar de la "E". No es posible determinar cuando fue grabada la pieza.
La inscripción del brazalete y sus implicaciones para el estatus de la mujer que lo lucía han sido objeto de abundante debate académico. Se han propuesto varias interpretaciones posibles, entre ellas que era un regalo de su amo a una esclava doméstica o a una liberta, o de un cliente a una esclava prostituta; que la usaba una esclava prostituta como parte de su función y que era propiedad de su amo; o que era un regalo entre amantes libres que usaban la esclavitud como metáfora del amor apasionado.   Aunque la interpretación de la pulsera como regalo a un esclavo a menudo se ha visto como una prueba de afecto entre amos y esclavos, Jennifer Baird ha criticado esta visión por restar importancia a la violencia y la explotación de la antigua esclavitud. 
Si la dueña del brazalete era una liberta, el brazalete pudo haber sido entregado con ocasión de su manumisión; en este caso el uso de la palabra "ancilla" podría aludir a su continua dependencia como esclava manumitida de su antiguo amo.  Alternativamente, si era esclava, puede haber formado parte de su pecunio (peculium, las pocas pertenencias personales que por ley podía poseer un esclavo).  El regalo de joyas tan valiosas a una esclava puede haber sido utilizado para demostrar la riqueza de su amo: Courtney Ward traza un paralelo entre el brazalete de la mujer de la posada y la obra de Terencio, Heautontimorumenos, donde un personaje posee diez esclavas, todas ellas vestidas con ropas y joyas caras.